# Erodium moschatum

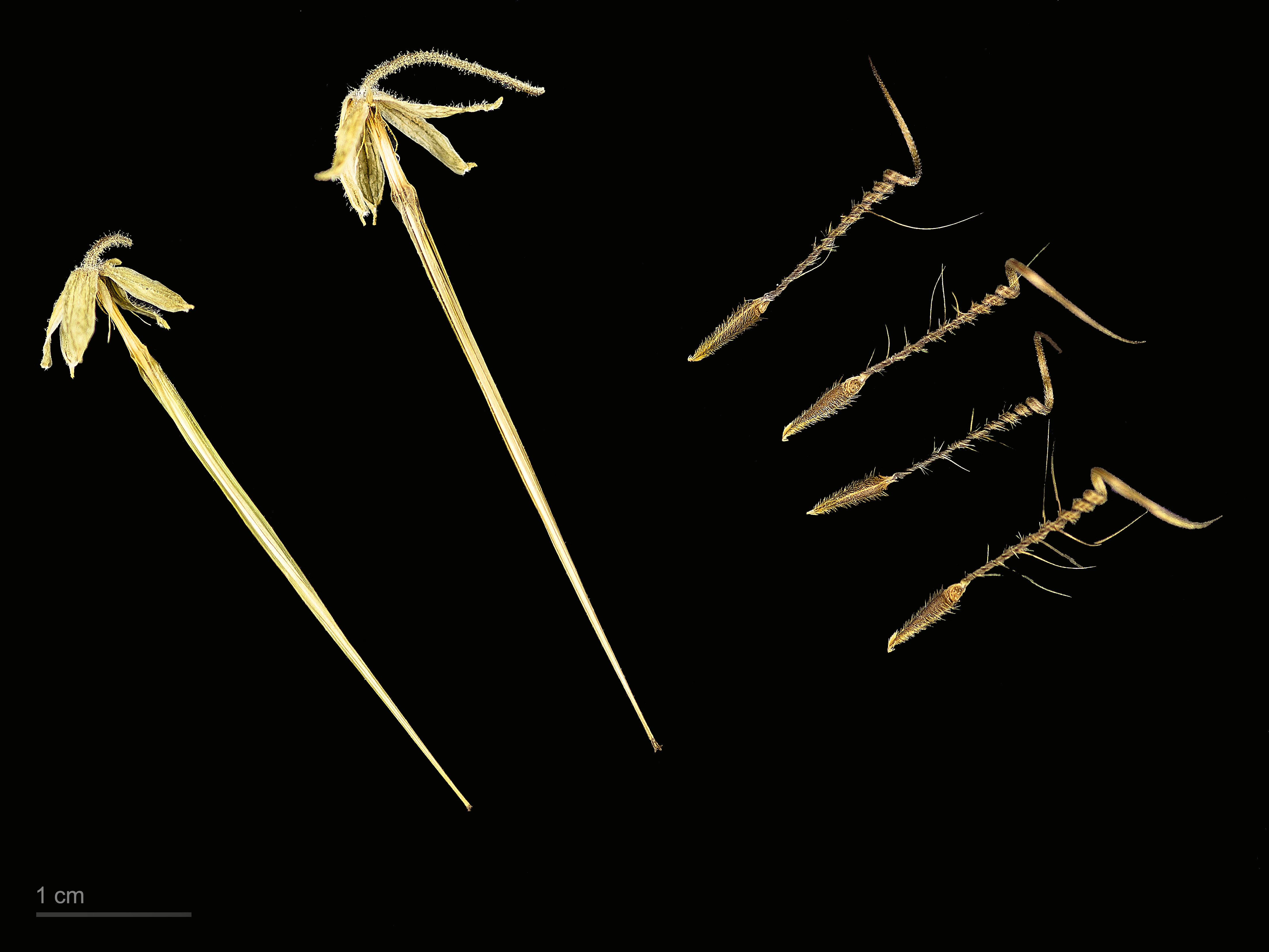
Erodium moschatum - MHNT

Erodium moschatum, vulgarmente designada agulha-de-pastor-moscada, é uma planta com flor pertencente à família das Geraniáceas e ao tipo fisionómico dos terófitos.

## Nomes comuns
É ainda conhecida pelos seguintes nomes vulgares: agulha-moscada, agulheira-moscada, almiscareira (grafia alternativa «erva-almiscareira»), bico-de-cegonha-moscado, bico-de-grou-moscado, erva-alfinete, erva-relógio, foguetes e piquetas.

### Etimologia
Quanto ao nome científico desta espécie:
- O nome genérico, Erodium, provém do grego clássico, Ἐροδιός (erodios), que significa «grou»[7].

- O epíteto específico, moschatum, provém do latim, moschātum, que é uma inflexão do adjectivo moschātus e significa «almiscarado; com odor a almíscar»[8]

## Distribuição
A espécie é natural da Eurásia e do norte da África, mas atualmente está disseminada por quase todos os continentes.

### Portugal
Trata-se de uma espécie presente no território português, nomeadamente no em Portugal Continental e nos arquipélagos da Madeira e dos Açores.
Em termos de naturalidade é nativa da região atrás indicada.

### Ecologia
Trata-se de uma espécie ruderal, frequente em courelas agricultadas, ermos de zonas urbanizadas, orlas de caminhos e muros ou outros espaços nas cercanias da presença humana.

## Descrição
É uma planta caulescente, com um porte que varia de 10 a 40 cm, robusta, ascendente, viloso-glandulosa, com cheiro a almíscar, o qual dá origem a vários dos seus nomes vulgares.
As pétalas, rosado-lilacíneas, são estreitamente oblongas e pouco maiores que o cálice, dispostas em umbela multiflora. O rostro do fruto mede entre 30 a 40 mm. As folhas são alongadas, com os segmentos serrados, frequentemente com manchas escuras. Os frutos enrolam em hélice quando maduros.
Floresce de Março a Agosto.